# Casa Mañosa
Casa Mañosa és una obra del municipi de la Garriga (Vallès Oriental) inclosa en l'Inventari del Patrimoni Arquitectònic de Catalunya.

## Descripció
Edifici civil com a habitatge unifamiliar aïllat. S'aixeca damunt un pronunciat desnivell. Consta d'una sola planta. El tractament de les formes i volums que són presents en aquesta casa són propis del llenguatge racionalista. Hi ha obertures rectangulars i d'arc de mig punt. La façana d'un dels cossos de l'edifici no segueix la línia de carrer i l'espai que es crea està cobert per un porxo sostingut per dues pilastres. La coberta és a quatre vessants.